# 3D

Trojrozměrné kartézské souřadnice s osami x, y a z

3D či 3-D je zkratka výrazu „trojdimenzionální“, „trojrozměrný“ a označuje svět, který je možné popsat třemi rozměry (viz kartézská soustava souřadnic); předměty ve trojrozměrném světě mají objem.
Zkratka 3D často označuje techniky používané pro zobrazení či prohlížení zdánlivě trojrozměrných objektů na plochém (dvojrozměrném, 2D) médiu (na papíře, filmovém plátnu, počítačové obrazovce apod.).
V matematice se často používá zkratka n-D, nebo nD pro n-rozměrný prostor.